# Edgars Gauračs
Edgars Gauračs (* 10. März 1988 in Rēzekne) ist ein ehemaliger lettischer Fußballspieler, der lange für FK Spartaks Jūrmala spielte.

## Karriere

### Verein
Edgars Gauračs begann seine Karriere in seiner Heimatstadt Rēzekne, in der Jugend des SK Blāzma. In der Spielzeit 2006 wurde Gauračs von dem Verein aus Lettgallen erstmals in der Virslīga eingesetzt. Im September desselben Jahres unterschrieb Gauračs einen Vertrag bei Ascoli Calcio, das zuvor von der Serie B in die Serie A aufgestiegen war. Nach drei Jahren in Italien, wobei er bei Ascoli zu keinem Pflichtspiel kam, wechselte Gauračs zurück nach Lettland. Dort unterschrieb er beim FK Ventspils einen Vertrag. Durch gute Leistungen in der Europa League, in der er beispielsweise im Spiel gegen Hertha BSC ein Tor erzielte, wurden andere Mannschaften, unter anderem Rapid Bukarest, auf ihn aufmerksam, der rumänische Hauptstadtklub verpflichtete diesen schließlich auf Leihbasis bis zum Ende der Rückrunde 2009/10. Sein Debüt für Rapid feierte Gauračs gegen Unirea Urziceni im Februar 2010. Bis zum Ende der Leihe folgten fünf weitere Einsätze, wobei er ohne Torerfolg blieb und nach Ventspils zurückkam. In seiner lettischen Heimat löste er den laufenden Vertrag auf und wechselte zu Sheriff Tiraspol. Nach der ersten Halbserie wechselte Gauračs nach Russland zu FK Jenissei Krasnojarsk, nachdem er in der moldauischen Divizia Națională in zwölf Spielen zehn Tore vorweisen konnte. Im Februar 2011 unterschrieb Gauračs einen Vertrag beim russischen Zweitligisten über ein Jahr Laufzeit. Als Stammspieler in Krasnojarsk wechselte Gauračs im Juni 2012 zu Torpedo Moskau.
2021 wurde Gauračs von der UEFA wegen Spielmanipulation für zehn Jahre gesperrt. Vom CAS wurde die Sperre auf 15 Monate reduziert.

#### Nationalmannschaft
Seit seiner Zeit in Russland spielte Edgars Gauračs für die Lettische Fußballnationalmannschaft. Sein Debüt gab er am 4. Juni 2011 im Länderspiel gegen Israel, im Qualifikationsspiel zur Europameisterschaft 2012 wurde er in der 60. Spielminute für Andrejs Perepļotkins eingewechselt. Mit der lettischen Auswahl gewann der beidfüßige Gauračs im Jahr 2012 den Baltic Cup, wobei dieser in zwei Spielen drei Tore erzielte und Torschützenkönig wurde. Im ersten Spiel gegen Litauen, welches 5:0 endete, konnte Gauračs die Treffer zwei und drei markieren, bevor er gegen Vladimirs Kamešs ausgetauscht wurde. Im Finale gegen Finnland traf er zum 1:1-Endstand nach 90 Spielminuten, nachdem die Finnen durch Toni Kolehmainen in Führung gegangen waren. Im anschließenden Elfmeterschießen konnte Gauračs nicht mitwirken da der lettische Nationaltrainer Aleksandrs Starkovs ihn bereits vor Spielende gegen Vladislavs Kozlovs ausgewechselt hatte.

#### Erfolge
mit Lettland:
- Baltic Cup: 2012, 2014, 2016
- Torschützenkönig: Baltic Cup 2012